# Estación de Torras i Bages
Torras i Bages es una estación de la línea 1 del Metro de Barcelona situada debajo del paseo de Torras i Bages en el distrito de San Andrés de Barcelona.
La estación se inauguró en 1968 como parte de la Línea I. En 1982 con la reorganización de los números a la numeración arábiga de líneas y cambios de nombre de estaciones pasó a ser una estación de la línea 1.
Esta estación tiene un configuración curiosa, tiene tres vías de las que una no se usa para la circulación de trenes. Hay esta configuración a causa de que se habían previsto unas prolongaciones diferentes a las que hubo y la construcción de unas cocheras que nunca se construyeron. 
| << cabecera           | < estación  | línea | estación >     | cabecera >> |
| --------------------- | ----------- | ----- | -------------- | ----------- |
| Metro                 |             |       |                |             |
| Hospital de Bellvitge | Sant Andreu |       | Trinitat Vella | Fondo       |

- Datos: Q2547669
- Multimedia: Torras i Bages metrostation / Q2547669